# Liste der Baudenkmäler in Andechs

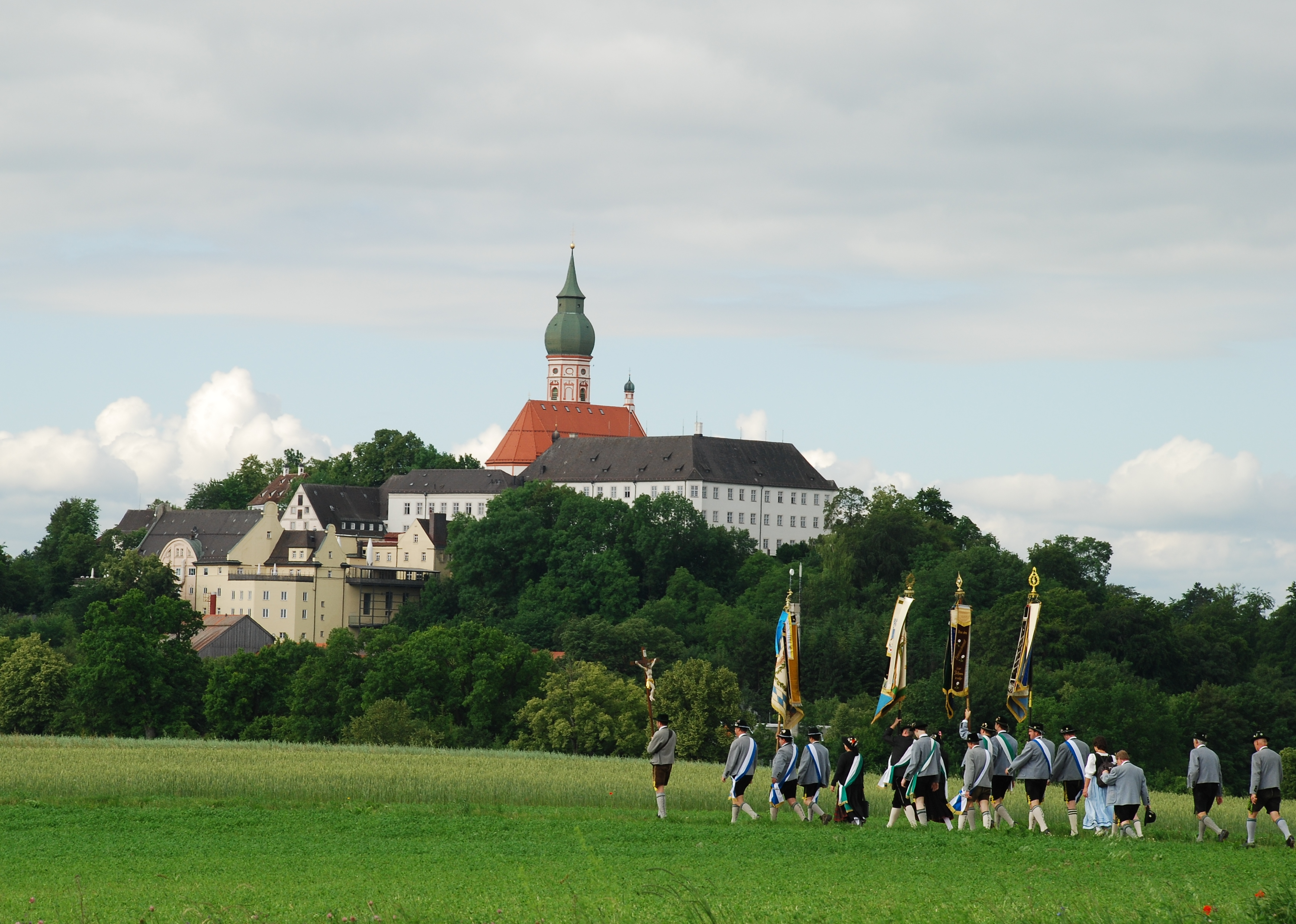
Wallfahrt zum Kloster Andechs

Auf dieser Seite sind die Baudenkmäler in der oberbayerischen Gemeinde Andechs zusammengestellt. Diese Tabelle ist eine Teilliste der Liste der Baudenkmäler in Bayern. Grundlage ist die Bayerische Denkmalliste, die auf Basis des Bayerischen Denkmalschutzgesetzes vom 1. Oktober 1973 erstmals erstellt wurde und seither durch das Bayerische Landesamt für Denkmalpflege geführt wird. Die folgenden Angaben ersetzen nicht die rechtsverbindliche Auskunft der Denkmalschutzbehörde.

## Baudenkmäler nach Ortsteilen

### Andechs
| Lage                                                                 | Objekt                                                                                         | Beschreibung | Akten-Nr.              | Bild           |
| -------------------------------------------------------------------- | ---------------------------------------------------------------------------------------------- | --- | ---------------------- | -------------- |
| Bergstraße 4, Bergstraße 2, Nähe Bergstraße, Nähe Kloster (Standort) | Kloster Andechs                                                                                | Kloster Andechs, 1438 als Chorherrenstift gegründet, 1455/58 Umwandlung in eine Benediktinerabtei, Aufhebung 1803, Neugründung als Benediktinerpriorat 1846 Kloster nördlich der Kirche, vier dreigeschossige Walmdachbauten, einen quadratischen Hof umschließend, mit Eckerkertürmen, im Kern 1455/58, nach Brand 1669 (1669–74 dendrochronologisch datiert) erneuert, im Inneren Refektorium (ungefähr 1750), Prälatur (ungefähr 1780), barocke Bibliothek (ungefähr 1720), barocker Fürstensaal (ungefähr 1670), barockes Billardzimmer (ungefähr 1720); alle Räume mit alter Ausstattung Kleiner Zwischenhof zwischen Kirche und Kloster (Klosterpforte) Sogenannter Zwischenbau (ehemalige Schule, dann Schwesternbau), nach 1669, östlich der Kirche, Südteil als Klosterladen modern ausgebaut Bräustüberl und Klosterverwaltung (ehemalige Mälzerei), nach Süden vorspringender Langtrakt mit Tordurchfahrt im Norden, nach 1669, ausgebaut zweite Hälfte 19. und 20. Jahrhundert Ehemaliger Gär- und Lagerkeller mit Fassremise, zweigeschossiger Satteldachbau des späten 19. Jahrhunderts Mit Bergkeller | D-1-88-117-17 Wikidata | weitere Bilder |
| Bergstraße 4 (Standort)                                              | Katholische Wallfahrts- und Benediktiner-Prioratskirche St. Maria                              | Dreischiffige Halle, um 1420/1425, Ausbau des Kapellenkranzes im 15./16. Jahrhundert, nach Brand 1669 barocke Erneuerung der Kirche, Turmoberteil 1676, Rokoko-Umgestaltung 1755 unter anderen durch Johann Baptist Zimmermann, mit Ausstattung. | D-1-88-117-16 Wikidata | weitere Bilder |
| Bergstraße 9 (Standort)                                              | Klostergasthof                                                                                 | Stattlicher Traufseitbau mit schmalem Giebelrisalit, 17. Jahrhundert | D-1-88-117-18 Wikidata | weitere Bilder |
| Bergstraße 11 (Standort)                                             | Ehemalige Klosterapotheke                                                                      | Barocker Walmdachbau mit zwei kleinen Dachreitern, 1763–67 | D-1-88-117-19 Wikidata | weitere Bilder |
| Nähe Kloster (Standort)                                              | Elisabethbrunnen                                                                               | Neugotisch, gestiftet von Albert von Felsburg am Platz eines Vorgängerbaus, 1862 | D-1-88-117-22 Wikidata | weitere Bilder |
| Seefelder Straße 15 (Standort)                                       | Klostergarten mit langer Einfriedungsmauer und Eck-Zinnentürmen, Schalentürmen und Toreinfahrt | Wohl 1607 Kleiner offener Pavillon in Form eines Rundtempels, 18. Jahrhundert | D-1-88-117-20 Wikidata | weitere Bilder |

### Erling
| Lage | Objekt                                          | Beschreibung | Akten-Nr.              | Bild                       |
| --- | ----------------------------------------------- | --- | ---------------------- | -------------------------- |
| Andechser Straße 11 (Standort)                                                                               | Wohnstallhaus                                   | Zweigeschossiger Einfirstbau mit mittelsteilem Dach, Segmentbogenfenster und Putzgliederungen, an geschnitzter Haustür bezeichnet „1845“           | D-1-88-117-4 Wikidata  | Wohnstallhaus              |
| Andechser Straße 13 (Standort)                                                                               | Kriegerdenkmal                                  | Bildstock mit Treppenanlage aus Tuffstein, nach 1919                                                                                               | D-1-88-117-38 Wikidata | Kriegerdenkmal             |
| Andechser Straße 16 (Standort)                                                                               | Ehemaliges Forsthaus, jetzt Rathaus             | Zweigeschossiger Satteldachbau, im Kern 17./18. Jahrhundert, Ausbau und Anbau eines Standerkers Ende 19. Jahrhundert, Umbau und Erneuerung 1978/79 | D-1-88-117-5 Wikidata  | weitere Bilder             |
| Andechser Straße; Marienplatz (Standort)                                                                     | Mariensäule als Erinnerung an den Krieg 1870/71 | Figur in Zinkguss, 1876 | D-1-88-117-6 Wikidata  | weitere Bilder             |
| Bergfeilerweg 2 (Standort)                                                                                   | Wohnhaus                                        | Zweigeschossiger Satteldachbau mit neubarocker Putzgliederung, östlichem Risalit und Schopfwalmen, 1900 errichtet                                  | D-1-88-117-36 Wikidata | Wohnhaus                   |
| Besengaßl (Standort)                                                                                         | Ehemalige Dorfschmiede                          | Erdgeschossiges Satteldachgebäude mit seitlichem Holzanbau, erste Hälfte 19. Jahrhundert; mit Ausstattung                                          | D-1-88-117-7 Wikidata  | weitere Bilder             |
| Besengaßl 2 (Standort)                                                                                       | Katholische Pfarrkirche St. Veit                | Stattlicher, im Kern spätmittelalterlicher Bau, 1681 barockisiert, Turmoberteil um 1635; mit Ausstattung.                                          | D-1-88-117-1 Wikidata  | weitere Bilder             |
| Herrschinger Straße 7 (Standort)                                                                             | Ehemaliges Wohnstallhaus                        | Zweigeschossiger Mittertennbau mit Flachsatteldach, Putzbandgliederungen am Wohnteil und verbrettertem Wirtschaftsteil, Anfang 19. Jahrhundert     | D-1-88-117-8 Wikidata  | Ehemaliges Wohnstallhaus   |
| Herrschinger Straße 21 (Standort)                                                                            | Wohnstallhaus                                   | Zweigeschossiger Einfirstbau mit Steilsatteldach mit Aufschiebling, Wohnteil mit Putzrustika, drittes Viertel 19. Jahrhundert                      | D-1-88-117-35 Wikidata | Wohnstallhaus              |
| Kerschlacher Weg 1 (Standort)                                                                                | Gasthof Post                                    | Breit gelagerter, zweigeschossiger Halbwalmdachbau, 18. Jahrhundert                                                                                | D-1-88-117-10 Wikidata | weitere Bilder             |
| Kerschlacher Weg 12 (Standort)                                                                               | Sühnekreuz                                      | Wohl nachmittelalterlich | D-1-88-117-11 Wikidata | Sühnekreuz                 |
| Kientalstraße 2 (Standort)                                                                                   | Ehemaliges Kleinbauernhaus                      | Zweigeschossiger Satteldachbau, Wohnteil verbretterter Blockbau, 17./18. Jahrhundert Stallteil in den 1990er Jahren zu Wohnzwecken ausgebaut       | D-1-88-117-9 Wikidata  | Ehemaliges Kleinbauernhaus |
| Zwischen der Friedenskapelle und dem Aufgang zum Kloster Andechs (Bergstraße/Herrschinger Straße) (Standort) | Kreuzweg                                        | Kreuzweg mit vierzehn Stationshäuschen, in neuromanischen Formen, mit Relieftafeln, 1875                                                           | D-1-88-117-13 Wikidata | weitere Bilder             |
| Münchener Feld (Standort)                                                                                    | Friedenskapelle und Friedhof                    | Friedenskapelle in neuromanischen Formen, bezeichnet „1870“; mit Ausstattung. Friedhof des Andechser Benediktinerpriorats (oberer Teil), 1887      | D-1-88-117-12 Wikidata | weitere Bilder             |
| Raingrub. In der Flur zwischen Erling und Machtlfing (Standort)                                              | Sühnekreuz                                      | 17. Jahrhundert | D-1-88-117-14 Wikidata | Sühnekreuz                 |

### Frieding
| Lage                          | Objekt                            | Beschreibung                                                                    | Akten-Nr.              | Bild           |
| ----------------------------- | --------------------------------- | ------------------------------------------------------------------------------- | ---------------------- | -------------- |
| Pankrazweg 20 (Standort)      | Katholische Kirche St. Pankratius | Im Kern spätmittelalterlich, ausgebaut im 17./18. Jahrhundert; mit Ausstattung. | D-1-88-117-23 Wikidata | weitere Bilder |
| Hurtenstraße (Standort)       | Wegkapelle                        | Mit Maria Immaculata und seitlich Pilaster (Mariensäule), Ende 19. Jahrhundert  | D-1-88-117-24 Wikidata | Wegkapelle     |
| Georg-Queri-Ring 9 (Standort) | Gedenktafel                       | Inschrifttafel zur Erinnerung an den Dichter Georg Queri, geb. 30. April 1879   | D-1-88-117-25 Wikidata | weitere Bilder |

### Machtlfing
| Lage                                                        | Objekt                                                    | Beschreibung                                                                                        | Akten-Nr.              | Bild                |
| ----------------------------------------------------------- | --------------------------------------------------------- | --------------------------------------------------------------------------------------------------- | ---------------------- | ------------------- |
| Kirchenweg 8 (Standort)                                     | Katholische Pfarrkirche St. Johann Baptist (obere Kirche) | Neuromanisch, 1845/46, Turm romanisch; mit Ausstattung.                                             | D-1-88-117-26 Wikidata | weitere Bilder      |
| Rothenfelder Straße 5 (Standort)                            | Katholische Kirche Unsere Liebe Frau (untere Kirche)      | Kleiner Barockbau, um 1680, Kernbau älter; mit Ausstattung.                                         | D-1-88-117-27 Wikidata | weitere Bilder      |
| Traubinger Straße 2 (Standort)                              | Schulhaus und ehemaliges Gemeindehaus                     | Zweigeschossiger Bau mit Halbgeschoss, im Stil der Maximilianszeit, von Karl Klumpp erbaut, um 1860 | D-1-88-117-28 Wikidata | weitere Bilder      |
| Kirchenweg 4 (Standort)                                     | Ehemaliger Pfarrhof                                       | Zweigeschossiger Bau mit überstehendem Halbwalm, 18. Jahrhundert                                    | D-1-88-117-29 Wikidata | Ehemaliger Pfarrhof |
| Stephansbichl, zwei Kilometer westlich des Ortes (Standort) | Wallfahrtskapelle St. Stephan                             | Kleiner Satteldachbau, 17./18. Jahrhundert; mit Ausstattung.                                        | D-1-88-117-30 Wikidata | weitere Bilder      |
| Günther Stumpe Weg 1 (Standort)                             | Wohnstallhaus                                             | Zweigeschossig mit Wiederkehr, mit „Preis“-Dach, Wohnteil verputzt, Mitte 19. Jahrhundert           | D-1-88-117-31 Wikidata | Wohnstallhaus       |

### Rothenfeld
| Lage                                                               | Objekt                                                                              | Beschreibung | Akten-Nr.              | Bild           |
| ------------------------------------------------------------------ | ----------------------------------------------------------------------------------- | --- | ---------------------- | -------------- |
| Abt-Gregor-Danner-Straße 20; Rothenfeld 1; Rothenfeld 2 (Standort) | Justiz-Vollzugsanstalt Rothenfeld, erbaut vom Kloster Andechs als Erziehungsanstalt | Neubarocke symmetrische Anlage, Hauptgebäude mit Walmdächern und zentraler Kapelle mit Zwiebel-Dachreiter, ummauerter Hof mit vier winkelförmigen Gebäuden an den Ecken, 1910 | D-1-88-117-32 Wikidata | weitere Bilder |

## Ehemalige Baudenkmäler
In diesem Abschnitt sind Objekte aufgeführt, die früher einmal in der Denkmalliste eingetragen waren, jetzt aber nicht mehr. Objekte, die in anderem Zusammenhang also z. B. als Teil eines Baudenkmals weiter eingetragen sind, sollen hier nicht aufgeführt werden. Aktennummern in diesem Abschnitt sind ehemalige, jetzt nicht mehr gültige Aktennummern.

| Lage                                  | Objekt | Beschreibung                                                             | Akten-Nr.              | Bild |
| ------------------------------------- | ------ | ------------------------------------------------------------------------ | ---------------------- | ---- |
| Andechs Seefelder Straße 9 (Standort) | Bauhof | Rest eines Wirtschaftsgebäudes des Klostergutes, Steilgiebelbau, um 1580 | D-1-88-117-21 Wikidata | BW   |